# Списък на маркграфовете и херцозите на Австрия през Средновековието
Херцогството Австрия (на немски: Herzogtum Österreich) е основано от император Фридрих I Барбароса на 8 септември 1156 г. на събрание в Кройцхоф при Регенсбург.
Чрез документа Privilegium minus Марка Остаричи или Марката Австрия (баварската Marcha orientalis или Marcha Austria) е взета от херцогство Бавария и е преобразувана на херцогство Австрия.

## МаркграфовенаMarcha orientalis
- Вилхелм II и брат му Енгелшалк I (до 871)
- Арибо I (Арибони) (871 – 909)
- Буркхард (955 – 976)

Династия Бабенберги 976 – 1156
- Леополд I Лиутполд I (976 – 994)
- Хайнрих I (†23.6.1018) (994 – 1018)
- Адалберт Победител (†26.5.1055) (1018 – 1055)
- Ернст Смели (ок. 1020 – 9.6.1075) (1055 – 1075)
- Леополд II Красивия (1050 – 12.10.1102) (1075 – 1095)
- Леополд III Светия (1073 – 15.11.1136) (1095 – 1136)
- Леополд IV (ок. 1108 – 18.10.1141) (1136 – 1141), херцог на Бавария (Леополд 1139 – 1141)
- Хайнрих II Язомиргот (1107 – 13.1.1177) (1141 – 1156), херцог на Бавария (Хайнрих ХІ 1143 – 1156)

## Херцози на Австрия
Династия Бабенберги 1156 – 1246
- Хайнрих II Язомиргот (1107 – 13.1.1177) (1156 – 1177)
- Леополд V Бабенберг (1157 – 31.12.1194) (1177 – 1194), херцог на Щирия (1192 – 1194)
- Фридрих I Бабенберг (ок. 1175 – 16.4.1198) (1194 – 1198)
- Леополд VI Бабенберг (1176 – 28.7.1230) (1198 – 1230), херцог на Щирия (1194 – 1230)
- Фридрих II Бабенберг (1201 – 15.6.1246) (1230 – 1246), херцог на Щирия (1230 – 1246)

## АвстрийскиИнтеррегнум
- Гертруда Бабенберг (Бабенберги) (15 юни 1246 – 1251)
- Владислав Пршемисъл (Пршемисловци), регент (1246 – 1247)
- Ото I (Еберщайни), управител (1247 – 1248)
- Ото II (Вителсбахи), управител (1248)
- Херман VI (Церинги) (ок. 1225 – 4.10.1250), претендент (1248 – 1249), херцог на Щирия (1248 – 1250)
- Фридрих I (Церинги) (1249 – 29.10.1268)), претендент (1249 – 1268), херцог на Щирия (Фридрих ІІІ 1250 – 1251)
- Майнхард I (Майнхардини), управител (1248 – 1250)
- Отокар II Пршемисъл (Пршемисловци) (1233 – 26.8.1278) (1251 – 1278), крал на Чехия (1253 – 1278), херцог на Щирия (1261 – 1276)
- Хайнрих XIII (Вителсбахи), управител 1276 – 1278
- Рудолф I (Хабсбурги) (1.5.1218 – 15.7.1291) (1278 – 1282), крал на Германия (1273 – 1291)
- Албрехт I (Хабсбурги) (7.1255 – 1.5.1308), управител (1281)

### Хабсбургскихерцози след кралРудолф I
- Албрехт I (7.1255 – 1.5.1308) (1282 – 1308), крал на Германия (1298 – 1308)
- Рудолф II Добродушния (1271 – 10.5.1290) (1282 – 1290), херцог на Швабия (1273 – 1290)
- Рудолф III (1298 – 1306)
- Фридрих IІІ Красивия (1289 – 13.1.1330) (1308 – 1330), крал на Германия (1314 – 1330)
- Леополд I (1308 – 1326)
- Албрехт II Мъдрия (12.12.1298 – 16.8.1358) (1330 – 1358)
- Ото IV (1330 – 1339)
- Рудолф IV Великодушния (1.11.1339 – 27.7.1365) (1358 – 1365)

### Хабсбургско деление следРудолф IV
Албертинска (Австрийска) линия:
- Албрехт III (9.9.1349 – 29.8.1395) (1365 – 1395)
- Албрехт IV Търпеливия (19.9.1377 – 14.9.1404) (1395 – 1404)
- Албрехт V (10.8.1397 – 27.10.1439) (1404 – 1439), крал на Унгария и Чехия (Албрехт ІІ 1437 – 1439), крал на Германия (Албрехт ІІ 1438 – 1439)
- Владислав Постум (22.2.1440 – 23.11.1457) (1440 – 1453), крал на Чехия (Владислав Погробек 1453 – 1457), крал на Унгария (Ласло V 1444 – 1457)

Леополдинска (Щирийска) линия:
- Леополд III (1.11.1351 – 9.7.1386) (1365 – 1386)
- Вилхелм (1370 – 15.7.1406) (1386 – 1406)
- Леополд IV (1371 – 3.6.1411) (1386 – 1411)
- Ернст Железни (1377 – 10.6.1424) (1406 – 1424)
- Фридрих IV (1382 – 24.6.1439) (1406 – 1424)
- Фридрих V (21.9.1415 – 19.8.1493) (1439 – 1453), крал на Германия (Фридрих ІV 1440 – 1493), император на СРИ (Фридрих ІІІ 1452 – 1493)
- Сигизмунд (26.10.1427 – 4.3.1496) (1439 – 1453)
- Албрехт VI (1446 – 1463)

През 1453 г. император Фридрих III преобразува Херцогство Австрия чрез „Privilegium maius“ на Ерцхерцогство Австрия и херцозите получават титлата ерцхерцог.